# نصرت‌الله نوح
نصرت‌الله نوح با نام اصلی نصرت‌الله نوحیان (متولد ۱۳۱۰ در سمنان – ۲۱ مرداد ۱۳۹۹ در آمریکا) شاعر، روزنامه‌نگار و طنزپرداز اهل ایران بود.

## زندگی
نصرت‌الله «نوح» نوحیان به سال ۱۳۱۰ در سمنان متولّد شد. در سال ۱۳۲۹ زادگاهش را ترک کرد و به تهران آمد و از همان زمان فعالیت‌های ادبی–سیاسی اش را نیز آغاز کرد. نخستین شعر او به سال ۱۳۳۰ در «روزنامه فکاهی–سیاسی چلنگر» (که با مدیریت محمدعلی افراشته منتظر می‌شد) انتشار یافت. پس از آن اشعار و آثار او در دیگر نشریات با امضای (نوح) منتشر می‌شد. با تشدید اختناق، پس از کودتای ۲۸ مرداد ۳۲ نوح دستگیر شد و پس از آزادی، اشعار خود را با امضاهای «سپند» و «میغ» منتشر می‌کرد. اولین کتاب شعرش، منظومه «گرگ مجروح» در سال ۱۳۳۳ پس از کودتای ۲۸ مرداد چاپ شد ولی مأموران فرمانداری نظامی آن را از چاپخانه جمع کردند. چون در آن از دستگاه سلطنت و اوضاع اجتماعی زمان به سختی انتقاد کرده بود، قبل از انتشار توسط شهربانی توقیف و نسخ آن ضبط گردید و نوح را نیز به زندان سپردند. از سال ۱۳۳۹ نوح ضمن کار مستمر در روزنامه کیهان (تا سال ۱۳۵۸) با اکثر مجلات و روزنامه‌های تهران همکاری داشت. در سال ۱۳۳۶ نخستین مجموعه اشعارش با عنوان «گل‌هایی که پژمرد» به چاپ رسید و دومین مجموعه شعرش «دنیای رنگ‌ها» به سال ۱۳۴۲ انتشار یافت. آثار تحقیقی او به ترتیب تذکره شهری سمنان (۱۳۳۷) ستارگان تابان (مقالات چاپ شده در مطبوعات پیرامون شعر فارسی ۱۳۳۸) دیوان رفعت سمنانی با مقدمه دکتر ذبیح‌الله صفا در سال ۱۳۳۹ منتشر شد. پس از انقلاب، مجموعه اشعار سیاسی نوح با عنوان «فرزند رنج» انتشار یافت. در همین سال‌ها، نوح مجموعه کارهای محمدعلی افراشته را در سه جلد با عنوان‌های «مجموعه شعر محمدعلی افراشته»، «چهل داستان»، «نمایشنامه‌ها، تعزیه‌ها و سفرنامه» گردآوری و چاپ کرد. همچنین تنظیم و چاپ «آثار عجم» اثر فرصت شیرازی همراه با بررسی آثار و زندگی‌نامه مؤلف در سال ۱۳۶۲ از دیگر کارهای نوح می‌باشد. در آمریکا نیز نوح، دوره «روزنامه فکاهی–سیاسی آهنگر» چاپ ایران را با مقدمه‌ای پیرامون پیدایش، انتشار و لغو و توقیف آن تجدید چاپ کرد. در سال ۱۳۷۳ کتاب بررسی طنز در ادبیات و مطبوعات فارسی را با مقدمه محمدجعفر محجوب در سن حوزه انتشار داد. «آتشکده سرد»، گزینه‌ای از اشعار او در سال ۱۳۷۷ در آمریکا انتشار یافت. مجموعه‌ای از اشعار سمنانی نوح نیز در دست تنظیم و چاپ است.

## کتابشناسی
- از بزرگ علوی تا رحمان هاتفی

### اشعار
- گرگ مجروح (۱۹۵۴)
- گلهایی که پژمرد (۱۹۵۷)
- دنیای رنگ‌ها (۱۹۶۳)
- فرزند رنج (۱۹۷۹)
- آتشکده سرد (۱۹۹۸)
- ننین حکاتی (۲۰۰۱)

### تألیف
- بررسی طنز در ادبیات و مطبوعات فارسی (۱۹۹۴)
- یادمانده‌ها: از بزرگ علوی تا رحمان هاتفی (Memoirs: Literary, Professional & Political)، در چهار جلد، ۲۰۰۲–۲۰۱۰

### ویرایش
- تذکره شعرای سمنان (۱۹۵۸) (تجدید چاپ ۲۰۰۱ در ایالات متحده)
- ستارگان تابان (۱۹۵۹)
- دیوان رفعت سمنانی (۱۹۶۰)
- آثار محمدعلی افراشته
  - مجموعه آثار محمد علی افراشته
  - چهل داستان
  - نمایشنامه‌ها، تعزیه‌ها، سفرنامه
- آثار عجم (۱۹۸۳) فرصت شیرازی
- آهنگر (۱۹۹۳) (تجدید چاپ در ایالات متحده)
- یغمای جندقی: عبیدی دیگر در دوره قاجار (۲۰۰۶)